# Кривоозёрка
Кривоозёрка (каз. Кривоозерка) — село в Кызылжарском районе Северо-Казахстанской области Казахстана. Входит в состав Петерфельдского сельского округа. Код КАТО — 595057600.
Северо-восточнее села расположено озеро (болото) Широкое-Пёстрое.

## Население
В 1999 году население села составляло 167 человек (84 мужчины и 83 женщины). По данным переписи 2009 года, в селе проживало 227 человек (112 мужчин и 115 женщин).